# Conector VGA
El conector Video Graphics Array (VGA) es un conector estándar que se utiliza para la salida de video de la computadora. Con su origen en el IBM PS/2 d 1987 y su sistema de gráficos VGA, el conector de 15 pines pasó a ser omnipresente en las PC, así como en muchos monitores, proyectores y televisores de alta definición.
Se han utilizado otros conectores para transportar señales compatibles con VGA, como mini-VGA o BNC, pero en general el "conector VGA" se refiere a este diseño.
Los dispositivos continúan fabricándose con conectores VGA, aunque las interfaces digitales más nuevas, como DVI, HDMI y DisplayPort, están desplazando cada vez más a VGA, y muchas computadoras modernas y otros dispositivos no lo incluyen.

## Diseño físico
El conector VGA es un conector D-subminiatura de 15 pines y tres filas denominado de diversas formas DE-15, HD-15 o DB-15. DE-15 es la nomenclatura común más precisa bajo las especificaciones D-sub: un conector D-sub de tamaño "E", con 15 pines en tres filas.

## Diseño eléctrico
Todos los conectores VGA transportan señales de video analógicas RGBHV (rojo, verde, azul, sincronización horizontal, sincronización vertical). Los conectores modernos también incluyen pines VESA DDC, para identificar los dispositivos de visualización conectados.
Tanto en su variante original como moderna el conector VGA utiliza múltiples velocidades de escaneo, por lo que los dispositivos conectados, como los monitores, son multisincronizados por necesidad.
La interfaz VGA no incluye posibilidades de intercambio en caliente, la capacidad de conectar o desconectar el dispositivo de salida durante el funcionamiento, aunque en la práctica esto se puede hacer y, por lo general, no causa daños al hardware ni otros problemas. Sin embargo, la especificación VESA DDC incluye un estándar para intercambio en caliente.

### Señalización PS/24
En la implementación original de IBM VGA, las frecuencias de actualización estaban limitadas a dos verticales (60 y 70 Hz) y tres frecuencias horizontales, todas las cuales se comunicaron al monitor mediante combinaciones de señales de sincronización H y V de diferente polaridad.: 100 
Algunas clavijas del conector también eran diferentes: la clavija 9 se enclavó tapando el orificio del conector hembra y cuatro clavijas llevaban la identificación del monitor.: 99 
Con la implementación de la especificación VESA DDC, varios de los pines de identificación del monitor se reasignaron para que los use la señalización DDC, y el pin clave se reemplazó con un +5 Salida de V CC según la especificación DDC. Los dispositivos que cumplen con el estándar del sistema host DDC proporcionan 5 V ± 5%, desde 50 mA a 1 R.

### Señalización PS/55
El adaptador de pantalla IBM PS/55 redefinió el pin 9 como "+12 V", que indica que el monitor se enciende cuando la unidad del sistema está encendida.

### EDID
Con el fin de anunciar las capacidades de visualización, VESA ha introducido un esquema para redefinir los pines 9, 12 y 15 del conector VGA como un bus serie para un canal de datos de visualización (DDC).

## Calidad de los cables

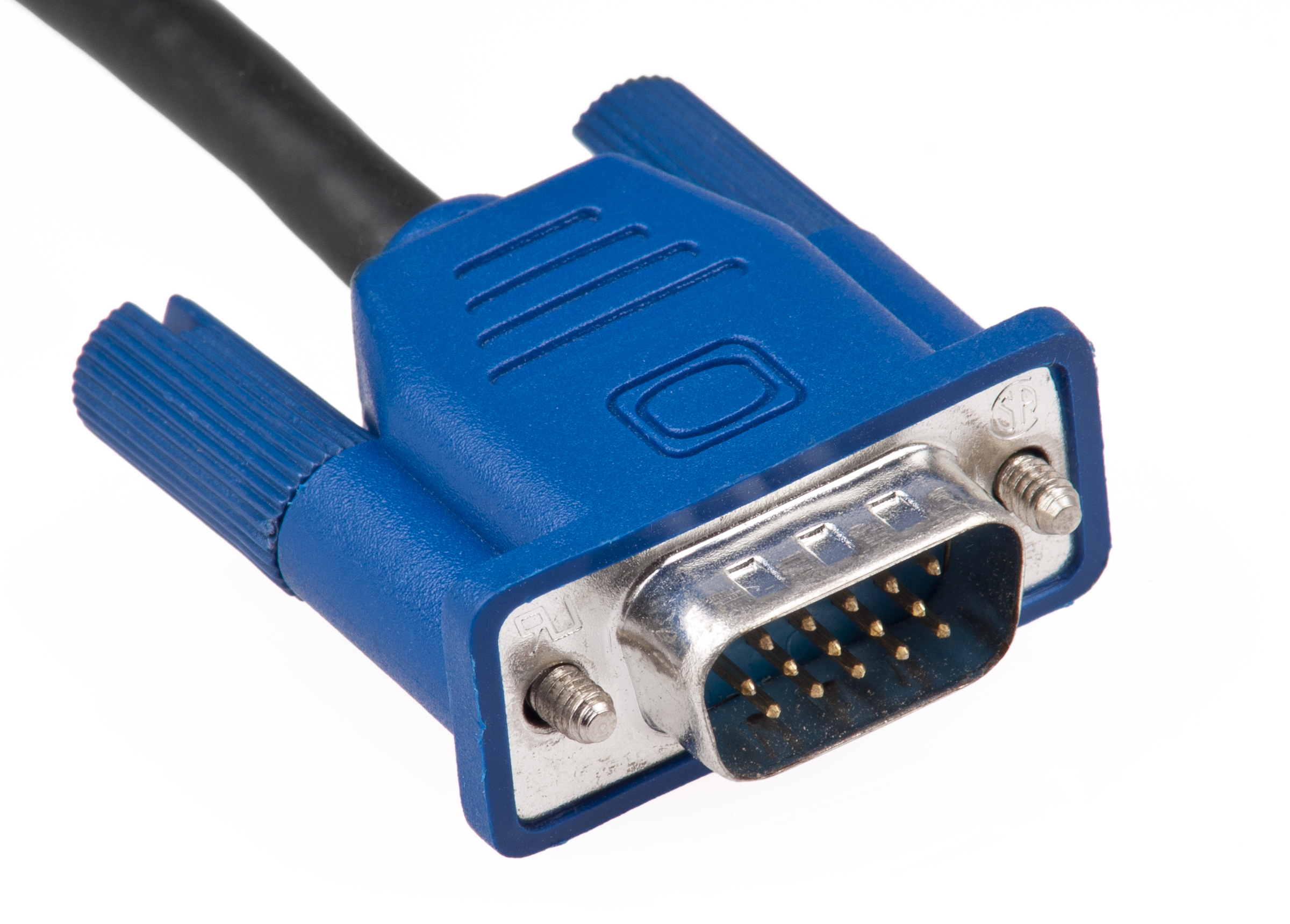
Un cable VGA con conector DE-15 macho

El mismo cable VGA se puede usar con una variedad de resoluciones VGA compatibles, que van desde 320 × 400px @70 Hz, o 320 × 480px @60 Hz (12,6 MHz de ancho de banda de señal) a 1280×1024px (SXGA) @85 herzios (160 MHz) y hasta 2048×1536px (QXGA) @85 Hz (388 Megahercio).
No existen estándares que definan la calidad requerida para cada resolución, pero los cables de mayor calidad suelen contener cableado coaxial y aislamiento que los hacen más gruesos.
Si bien es menos probable que los cables VGA más cortos introduzcan una degradación significativa de la señal, el cable de buena calidad no debería sufrir diafonía de señal (donde las señales en un cable inducen corrientes no deseadas en cables adyacentes) incluso en longitudes mayores.
El fantasma ocurre cuando los desajustes de impedancia hacen que las señales se reflejen. Un cable con la impedancia adecuada (75 ohm) debería evitar esto, sin embargo, el fantasma con cables largos puede ser causado por equipos con terminación de señal incorrecta o por divisores de cable pasivos en lugar de los propios cables.

## Conectores alternativos

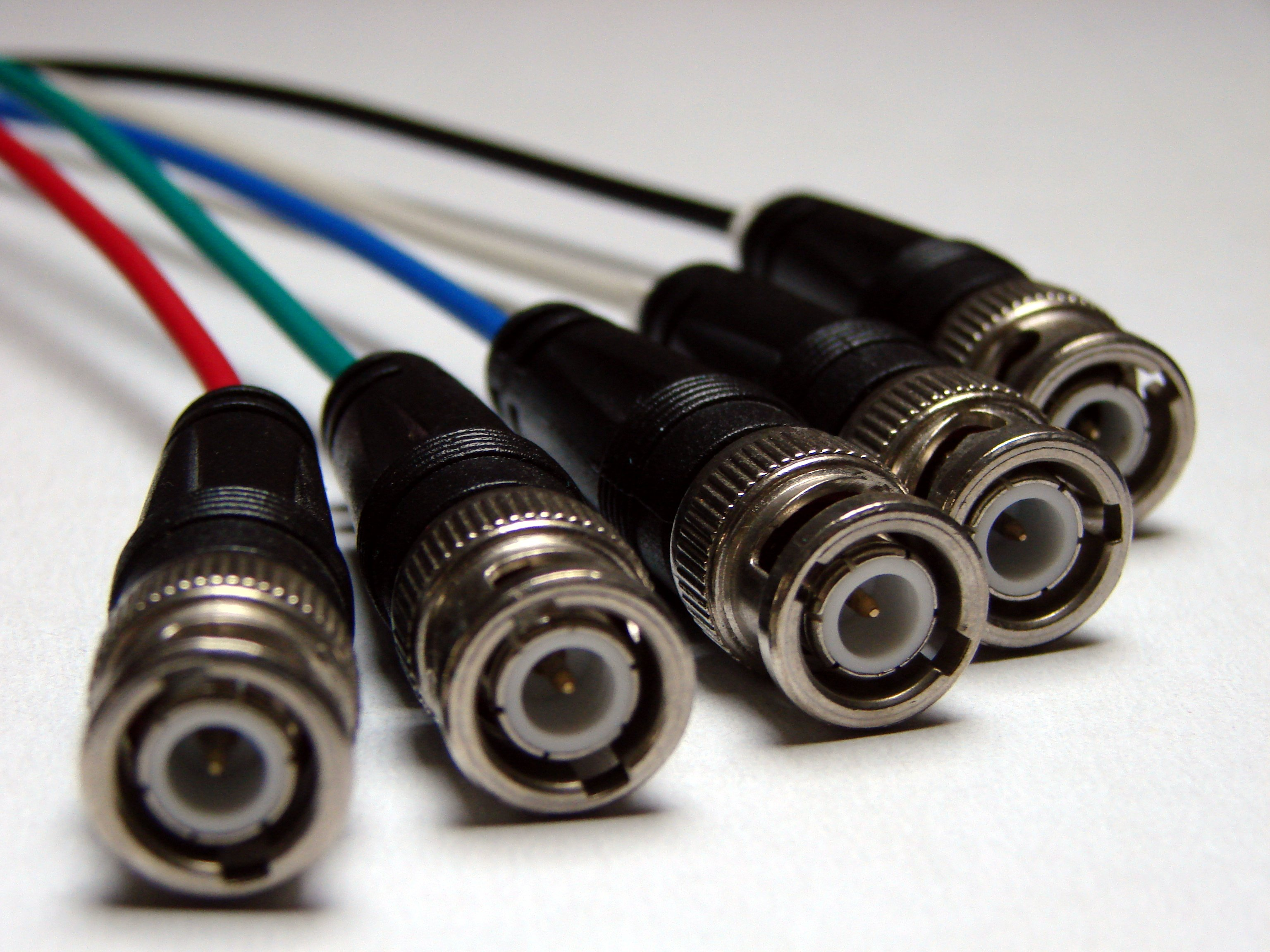
Conectores VGA BNC

Algunos monitores y tarjetas de video de gama alta usan varios conectores BNC en lugar de un solo conector VGA estándar,[¿cuál?]  proporcionando una conexión de mayor calidad con menos diafonía mediante la utilización de cables coaxiales de 75 ohmios.
Dentro de un conector de 15 pines, las señales roja, verde y azul (pines 1, 2, 3) no se pueden proteger entre sí, por lo que la diafanía, dentro de la interconexión de 15 pines, es posible. BNC evita dicha diafonía al mantener un blindaje coaxial completo a través de los conectores circulares, pero los conectores son muy grandes y voluminosos. El requisito de presionar y girar la carcasa del enchufe para desconectar requiere espacio de acceso alrededor de cada conector para permitir agarrar cada carcasa del enchufe BNC. Las señales complementarias como DDC normalmente no son compatibles con BNC.

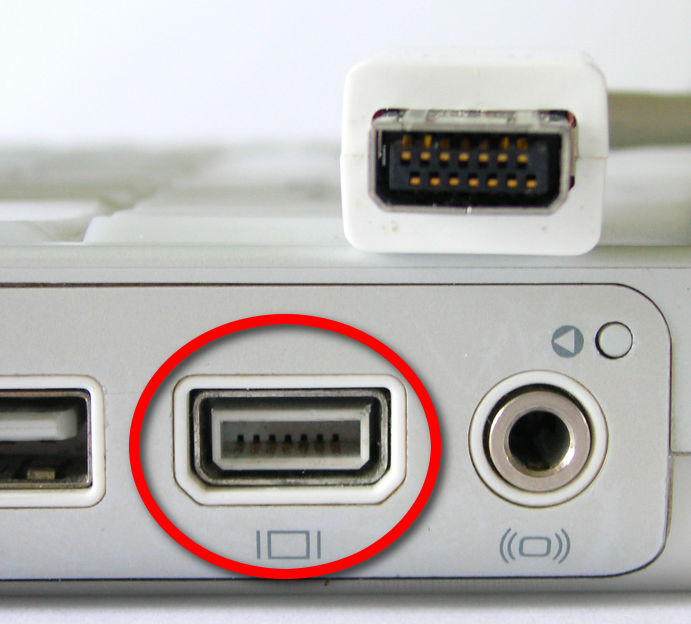
Puerto mini-VGA en un iBook de Apple

Algunas computadoras portátiles y otros dispositivos portátiles usan un conector mini-VGA de dos filas que es mucho más pequeño que el conector DE-15 de tres filas, así como también cinco conectores BNC separados.

## Adaptadores

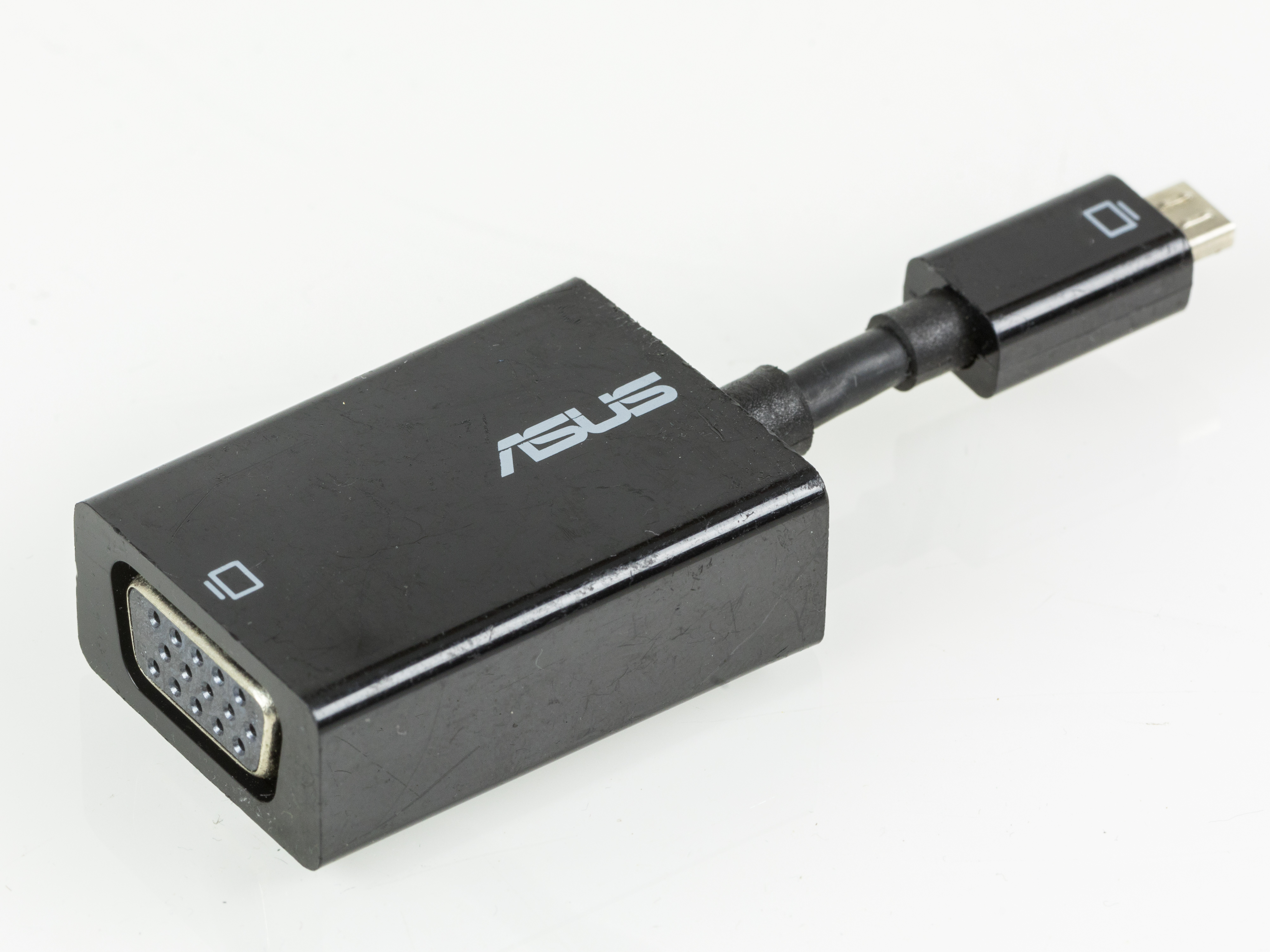
Adaptador VGA - Mini VGA

Se pueden comprar varios adaptadores para convertir VGA a otros tipos de conectores. Una variedad común que en 2022 se encuentra en el mercado es un adaptador DVI a VGA, que es posible porque muchas interfaces DVI también transportan señales analógicas compatibles con VGA. La adaptación de HDMI a VGA de manera pasiva no es posible ya que el HDMI no incluye señal analógica.
Para conversiones hacia y desde formatos digitales como HDMI o DVI-D, se requiere un convertidor de escaneo. Salidas VGA a interfaces con diferente señalización, se pueden utilizar convertidores más complejos. La mayoría de ellos necesitan una fuente de alimentación externa para funcionar y son inherentemente con pérdidas. Sin embargo, muchas pantallas modernas aún se fabrican con múltiples entradas, incluida VGA, en cuyo caso no se necesitan adaptadores.
En algunos casos, el VGA también se puede adaptar a SCART, porque las señales son eléctricamente compatibles si la PC host establece las tasas de sincronización correctas. Muchos adaptadores de gráficos modernos pueden modificar su señal en el software, incluida la frecuencia de actualización, la duración de la sincronización, la polaridad y la cantidad de líneas en blanco. Los problemas particulares incluyen el soporte entrelazado y el uso de la resolución 720 × 576 en países PAL. Bajo estas condiciones restrictivas, un circuito sencillo puede ser suficiente para combinar las señales de sincronización separadas de VGA en sincronización compuesta SCART.

## Extensores
Un extensor VGA es un dispositivo electrónico que aumenta la intensidad de la señal desde un puerto VGA, generalmente desde una computadora. A menudo se utilizan en escuelas, empresas y hogares cuando varios monitores funcionan con un puerto VGA, o si el cable entre el monitor y la computadora es demasiado largo (a menudo, las imágenes aparecen borrosas o tienen artefactos menores si el cable funciona demasiado lejos sin extensor). Muchas veces a los extensores VGA se le denominan amplificadores VGA.

### En inglés
- Distribución de pines del DE-9
- Distribución de pines DE-15 VGA VESA DDC
- DE-15 a 5 BNC
- Esta obra contiene una traducción total derivada de «VGA connector» de Wikipedia en inglés, concretamente de esta versión, publicada por sus editores bajo la Licencia de documentación libre de GNU y la Licencia Creative Commons Atribución-CompartirIgual 4.0 Internacional.

- Datos: Q539719
- Multimedia: VGA connectors / Q539719